# Гейнке, Фердинанд
Фердинанд Вильгельм Гейнке (нем. Ferdinand Wilhelm Heinke; 8 ноября 1782, Бреслау, — 14 марта 1857, Бреслау) — юрист и прусский чиновник, участник Наполеоновских войн.
Сын скорняка и юрист в Бреслау, Фердинанд Гейнке последовал призыву прусского короля Фридриха Вильгельма III и сражался против Наполеона в силезской армии под началом генералов Августа Нейтхардта фон Гнейзенау и графа Фридриха фон Клейста Ноллендорфа.
В 1813—14 годах служил адъютантом коменданта Веймара майора Антона фон Клейста. Являясь заместителем коменданта, Гейнке был наделён самыми широкими полномочиями. В студенческие годы в Галле Гейнке познакомился с супругой Иоганна Вольфганга Гёте Кристианой Вульпиус. В Веймаре он вскоре свёл личное знакомство с Гёте и часто бывал в доме поэта в гостях. Его привечали и в доме Иоганны Шопенгауэр, Гейнке бывал и при дворе великого герцога Карла Августа Саксен-Веймар-Эйзенахского. Дружеские узы связывали Гейнке с Оттилией фон Погвиш, будущей супругой сына Гёте Августа и её подругой Аделе Шопенгауэр, о чём свидетельствует сохранившиеся переписка с Оттилией и дневник Фердинанда Гейнке. На основании этих документов Фердинанд Гейнке выведен в качестве одного из персонажей романа Томаса Манна «Лотта в Веймаре».
Вернувшись в Бреслау, Гейнке служил содиректором местного театра, а в 1824 году стал начальником местной полиции. Получил звание почётного гражданина города в 1831 году, получил звание куратора местного университета в 1832 году и тайного уполномоченного университета в 1835 году.
Фердинанд Гейнке вмешался в судьбу профессора германистики Бреслауского университета и автора «Песни немцев» Гофмана фон Фаллерслебена, составив на него рапорт министру по делам культов Иоганну Альбрехту Фридриху фон Эйхгорну за критические высказывания по государственным вопросам. Поводом для этого послужили «Неполитические песни» Фаллерслебена. Гейнке вёл дело Фаллерслебена и проводил его допросы. На основании составленной Фердинандом Гейнке для государственного министерства Пруссии характеристики Фаллерслебен был лишён звания штатного профессора Бреслауского университета.

## Награды
- 1814 — Железный крест II класса
- 1831 — почётный гражданин Бреслау
- Орден Красного орла II класса с дубовыми листьями
- Орден Святого Станислава II класса